# 香山濕地
24°46′52″N 120°54′14″E / 24.781180870394387°N 120.90390021523956°E
香山濕地（英語：Siangshan Wetland）是位於臺灣新竹市以南到與竹南鎮交界處，北起金城湖附近，南至海山漁港的海岸溼地，全長15公里，面積約1,700公頃。2001年公告為新竹市濱海野生動物保護區。香山溼地生態豐富，為北臺灣最大的蚵場，亦是臺灣沿海招潮蟹族群最繁盛的細泥灘濕地，也是西伯利亞鳥類遷徙的必經之處之一。

## 簡介

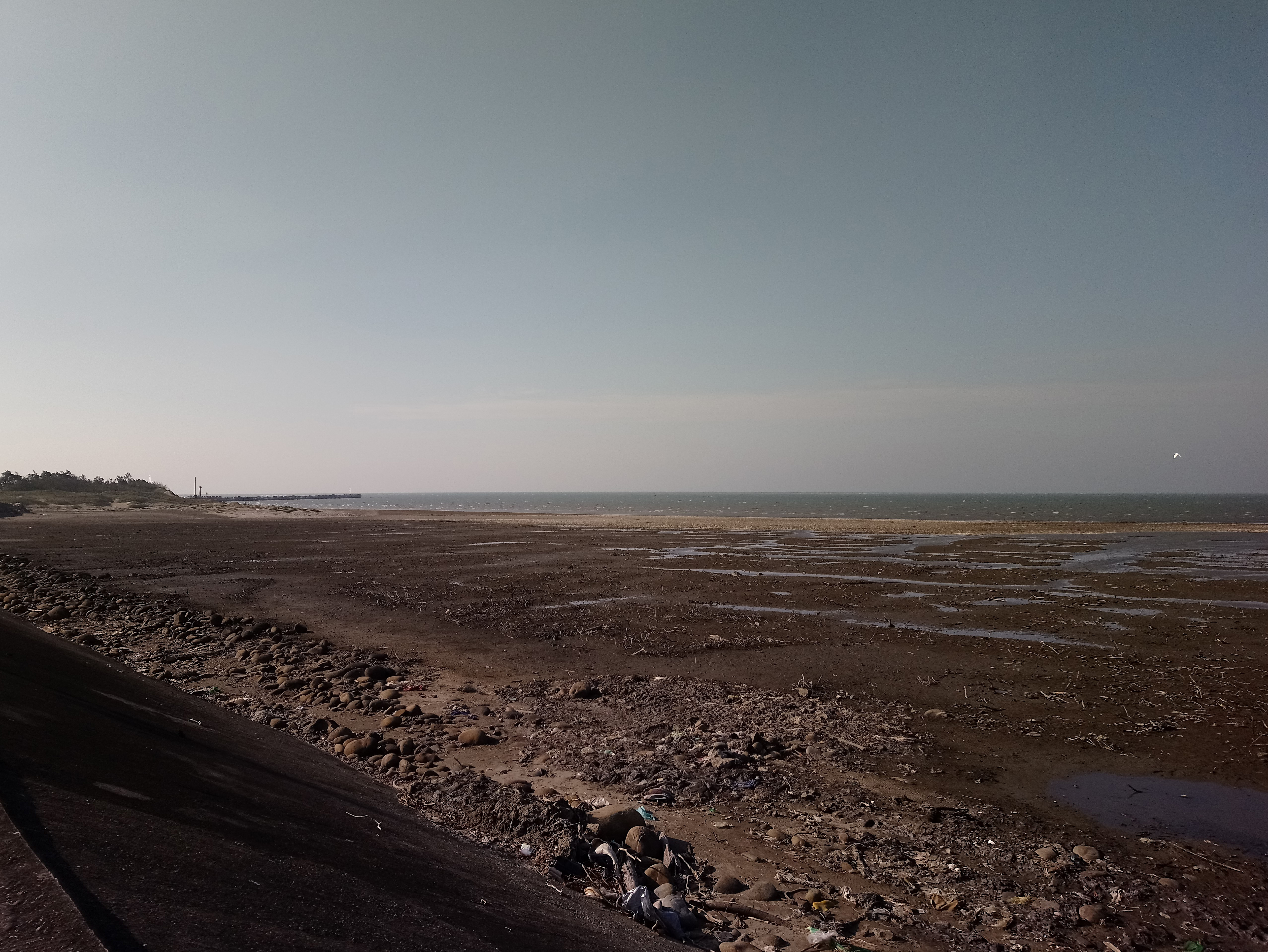
退潮時的香山濕地。

香山潮間帶，已於1996年國際拉姆薩公約組織會議中被正式列為「東亞水鳥保護網棲息地」的一環，更是國際鳥盟指名重要的野鳥保育棲地。本區原本規劃填土造地，歷經保育界長期抗爭反對而取消；2001年，公告為香山濕地野生動物重要棲息環境、新竹市濱海野生動物保護區1600公頃。
由頭前溪、牛浦河及鹽水溪河水沖刷而成，由北往南依序有客雅溪河口濕地、三姓公溪及大庄溪口草澤濕地、香山泥灘濕地、海山罟紅樹林濕地及南港沙灘。泥質潮間帶長約2公里，所累積的有機物質是碎屑食物網基礎的能量來源，孕育大量蝦、蟹、螺、貝，吸引大批水鳥覓食棲息。

## 年表

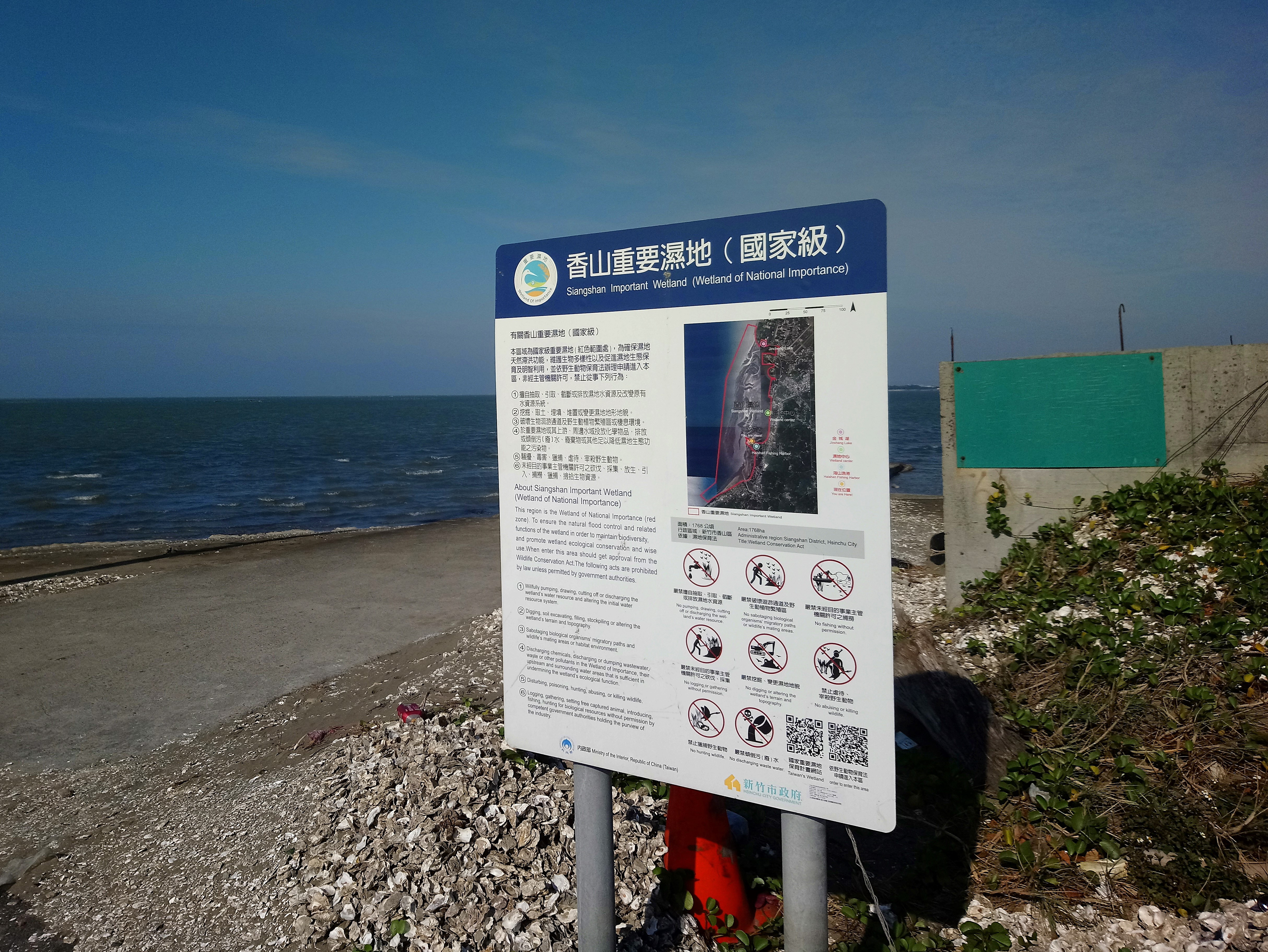
海山漁港內香山濕地告示

- 1988年（民國77年），1月「新竹香山海埔地初步規劃報告」，該報告預計填海造地總面積為1246公頃。
- 1992年（民國81年），1月27日台灣省政府於第2073次委員會通過「台灣省加速推動海埔地開發計畫」。7月10日，台灣省政府建設廳提報之新竹香山區海埔地造地開發計畫（簡稱香山案）約開發1,025公頃。8月10日省府決定年底動工，並在灘地上填了一塊地，為當時省主席前來主持動工典禮準備。
- 1996年（民國85年），台灣濕地保護聯盟開始進行大規模集結，發動海內外環保團體支援香山濕地保存[2]。
- 1997年（民國86年），3月3日 行政院函准台灣省政府建設廳、省水利局、新竹市政府與省營事業台灣土地開發信託股份有限公司、唐榮鐵工廠股份有限公司及土地銀行三家出資單位成立一個決策開發中心。
- 2001年（民國90年），2月15日中華民國政府作成審查結論公告，正式完成終止香山填海造地案的環評法定程序。
- 2011年（民國100年），10月12日韓國的衛星追蹤發現，野放的黑面琵鷺幼鳥E44 （页面存档备份，存于），直奔香山潮間帶，耐力與時間打破紀錄。
- 2016年( 民國105年),5月7日港南的浸水岸際第一次出現一隻10公尺長的抹香鯨擱淺。
- 2018年( 民國107年),4月13日數千隻高蹺鴴聚集在香山濕地。

## 濕地保護

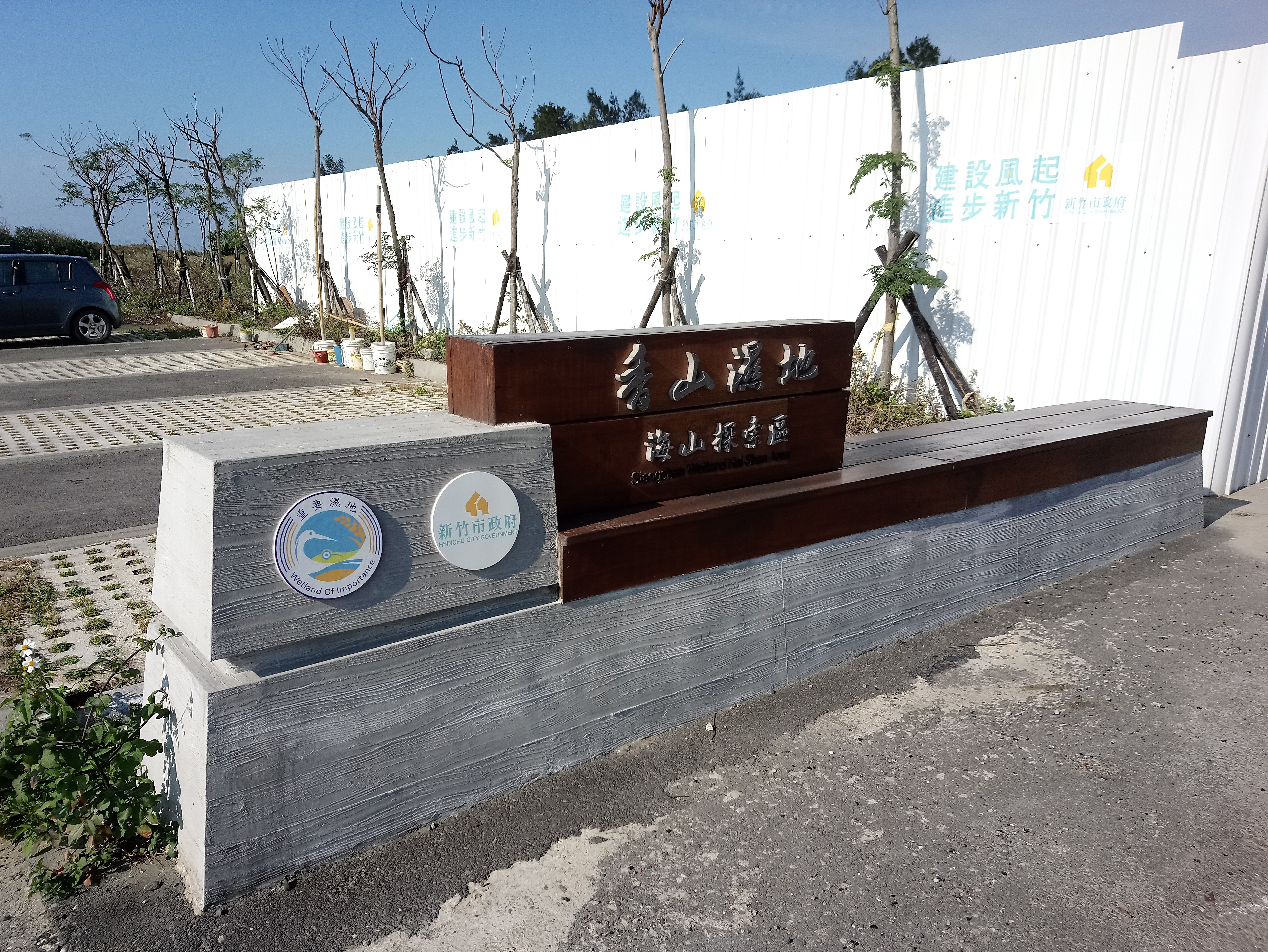
香山濕地海山探索區。

- 潮間地帶的招潮蟹有超过四億隻[3] (1990),近年，人為侵犯  ，數量銳減，急需復原。( 包含台灣招潮蟹[4]-北部地區僅存的棲息地且數量最大 )

- 濕地保護法靜待通過—香山濕地是近年來，搶救成功的教案[5]。

## 生態種類

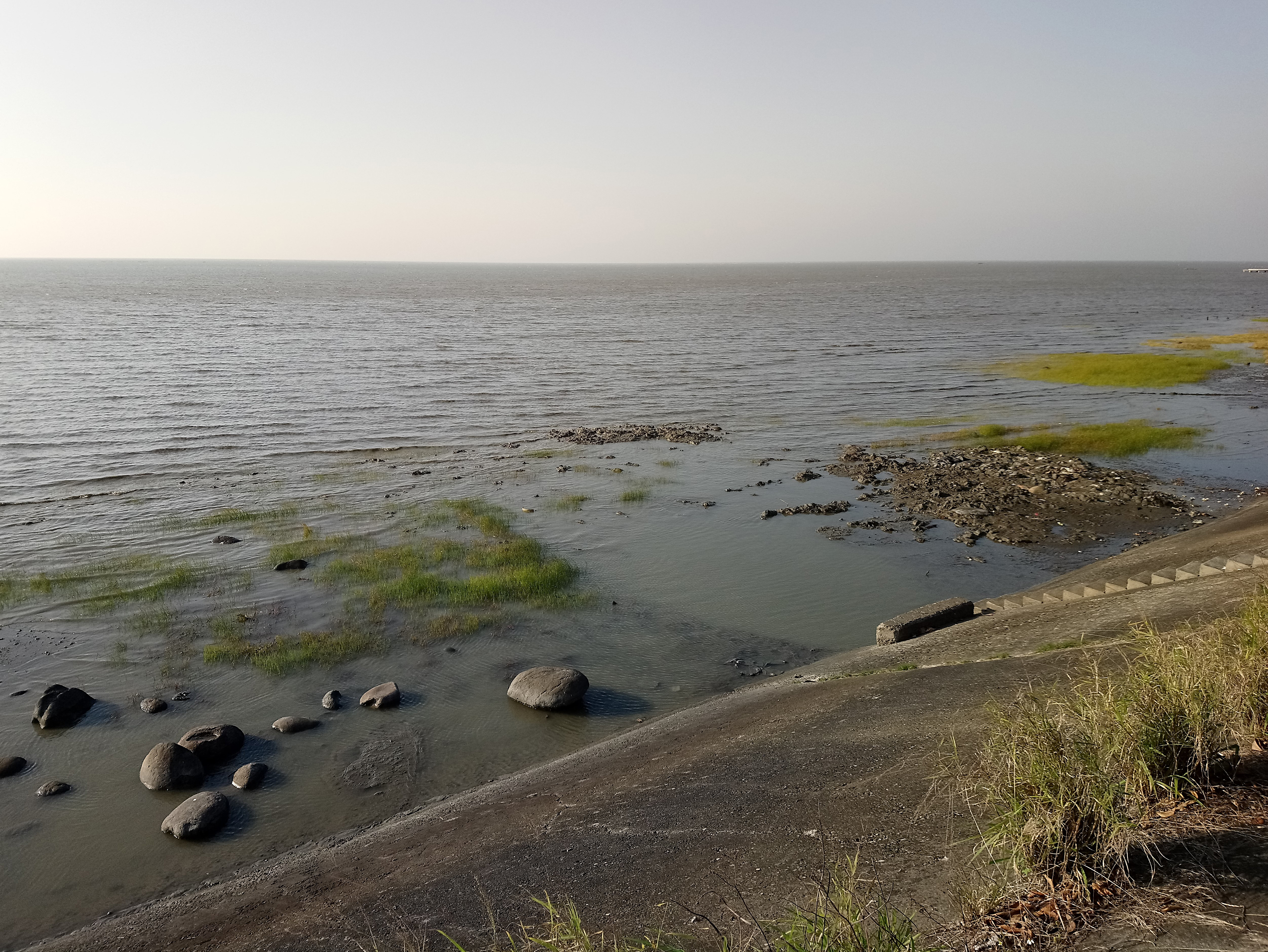
香山濕地內的雲林莞草

- 香山濕地以螃蟹數量龐大而聞名，螃蟹種類有6科23屬33種，數量亦在1億隻以上。
- 香山濕地以44科277種的水鳥，佔台灣可見鳥種的62％，其中有26種為保育類鳥類（包含丹頂鶴，黑面琵鷺等）。

## 注意事項
香山濕地保護區分區管制，新竹市政府在濕地出入口及解說亭皆設置告示牌。民眾擅闖管制區，依規定可處新台幣兩萬到十萬元罰款。

## 外部連結
- 香山濕地 （页面存档备份，存于）
- 林務局自然保育網：新竹市濱海野生動物保護區 （页面存档备份，存于）
- 國家重要濕地保育計畫：香山濕地 （页面存档备份，存于）